# Anu Kaal
Anu Kaal (ur. 4 listopada 1940 w Tallinnie) – estońska sopranistka koloraturowa i aktorka teatralna. W 2001 roku otrzymała Order Gwiazdy Białej III klasy.

## Życiorys
W 1963 roku ukończyła szkołę muzyczną w Tallinnie (est. Tallinna Muusikakool), a w 1968 roku Estońską Akademię Muzyki i Teatru. W latach 1971–1972 studiowała w szkole śpiewu w La Scala pod kierunkiem Renaty Carosio i Enzy Ferrari.

## Dyskografia
Źródła:
- Tobias. Sest Ilmaneitsist ilusast (LP, 1973)
- Laule ja romansse / Anu Kaal, Frieda Bernštein (LP, 1979)
- Cyrano de Bergerac (2 LP-d 1981; 2 CD-d 2000)
- Missa solemnis (LP, 1983)
- Anu Kaal (LP, 1984)
- Opera arias & duets (CD, 1997)
- Rahvusooper Estonia 100 (CD, 2006)